# 174th Attack Wing

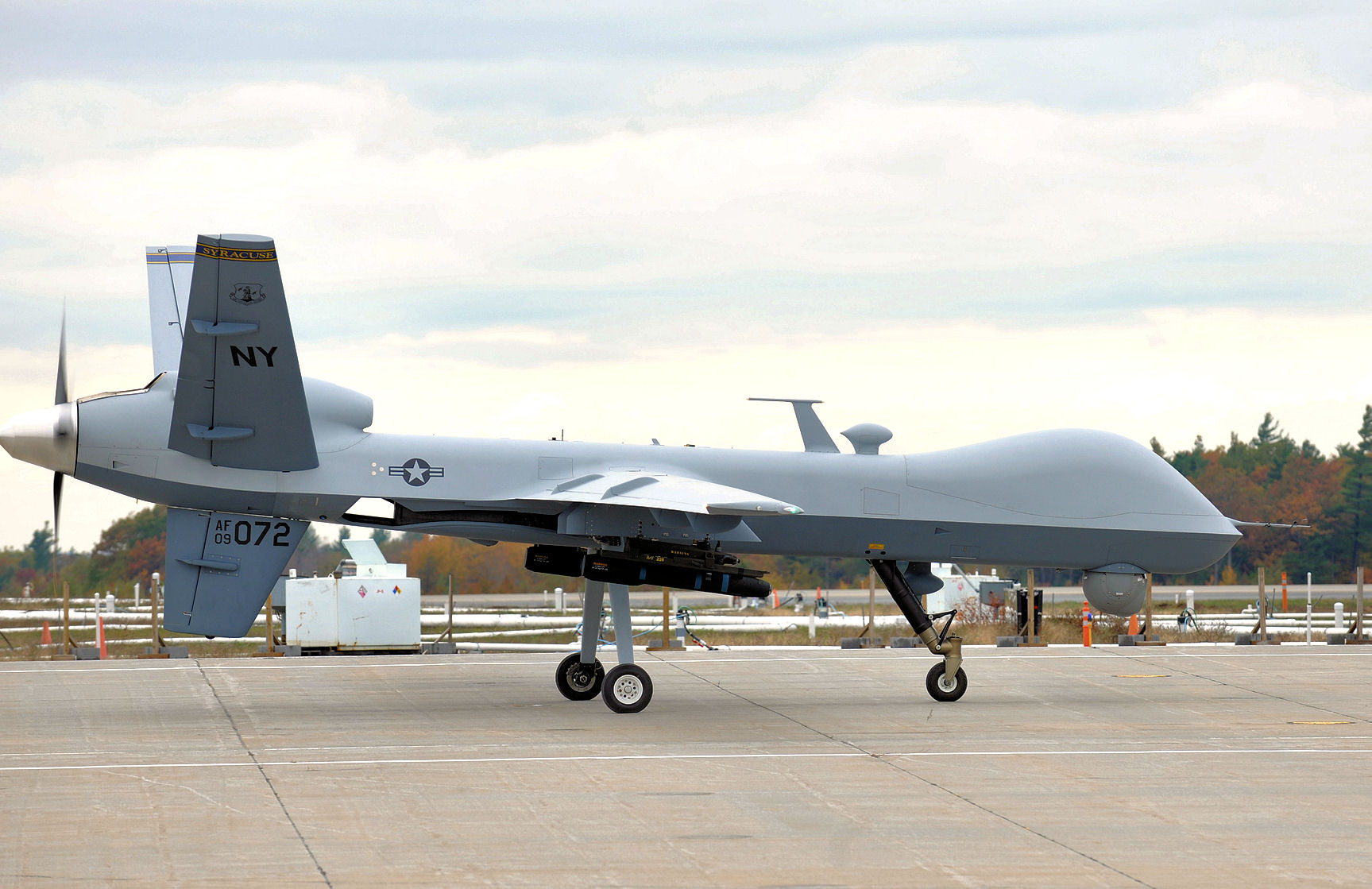
MQ-9 Reaper dello Stormo

Il 174th Attack Wing è uno Stormo d'attacco della New York Air National Guard. Riporta direttamente all'Air Combat Command quando attivato per il servizio federale. 
Il suo quartier generale è situato presso la Hancock Field Air National Guard Base, New York.

## Organizzazione
Attualmente, al settembre 2017, esso controlla:
- 174th Operations Group, striscia di coda blu con scritta SYRACUSE in giallo
  - 174th Operations Support Squadron
  - 108th Attack Squadron, Formal Training Unit - Equipaggiato con MQ-9A Reaper
  -  138th Attack Squadron - Equipaggiato con MQ-9A Reaper
- 174th Maintenance Group
- 174th Mission Support Group
  - 174th Security forces Squadron
- 174th Medical Group
- 152nd Air Operations Group, l'unità affianca il 603rd Air Operations Center, United States Air Forces in Europe-Air Forces Africa
  - 222nd Command and Control Squadron
  - 274th Air Support Operations Squadron